# Lac de Lussy
Le lac de Lussy est un ensemble de zones humides et marécageuses situé au pied des Préalpes, dans le canton de Fribourg, en Suisse.

## Toponymie
Le nom du lac de Lussy vient du diminutif bas latin lacellus, du latin lacus qui veut dire « petit lac », « petit étang » ou « marais ».

## Géographie
Le lac lui-même, d'une superficie de 2,5 ha, est entouré d'une zone marécageuse composée de hauts-marais (12,9 ha), de bas-marais (11,44 ha), de tourbières et de tourbières ombrotrophes pour une superficie totale de 2,03 km2.
La zone se situe à 820 mètres d'altitude, à 1 km au nord de Châtel-St-Denis sur le bassin versant du Rhin.
La région constitue les restes d'un vaste paysage marécageux qui s'étendait autrefois de Châtel-St-Denis à Bulle. Elle est protégée depuis 1974 par un arrêté du Conseil d'État Fribourgeois, ainsi que par son inscription sur différents inventaires fédéraux.

## Histoire
Le site occupe une cuvette d'origine glaciaire. L'exploitation de la tourbe par les habitants de Châtel-St-Denis eut lieu au cours du XIXe siècle jusqu'au milieu du XXe siècle. Par endroits, il était creusé jusqu'à 2,5 m de profondeur pour extraire le précieux combustible. En hiver, des blocs de glace étaient découpés dans le lac et stockés jusqu'au mois de mai où ils étaient distribués dans les restaurants de la région.

## Faune et flore
De par la spécificité rare de son environnement, le lac de Lussy abrite une faune et une flore abondantes, dont certaines espèces protégées. On y rencontre notamment la bécassine des marais, l'azuré de la sanguisorbe, la pimprenelle et la fourmi myrmica.
On y trouve aussi le très rare nénuphar nain, qui n'est répertorié en Suisse que dans quatre lieux, dont le tout proche lac des Joncs.